# Kobayashi Izumi
Pour les articles homonymes, voir Kobayashi.
Dans ce nom japonais, le nom de famille, Kobayashi, précède le nom personnel.
Kobayashi Izumi est une joueuse de go professionnelle née le 20 juin 1977 à Tokyo, affiliée à la Nihon Ki-in, 7e dan depuis 2021.

## Biographie
Kobayashi Izumi est née à Tokyo. Elle grandit dans une famille de joueurs de go. Son grand-père était Kitani Minoru (1909-1975), un des premiers joueurs professionnels japonais. Son père est  Kobayashi Koichi, un des meilleurs joueurs japonais pendant trente ans, qu'elle affronta en partie officielle en 2004.
Kobayashi Izumi est professionnelle depuis 1995, septième dan depuis 2021.

## Titres
| Titre                    | Victoires        | Finales perdues  |
| ------------------------ | ---------------- | ---------------- |
| Honinbo féminin          | 2001, 2002, 2003 | 1999, 2004       |
| Meijin féminin           | 2001, 2003, 2004 | 2000, 2002, 2005 |
| Kisei féminin            | 1998 et 1999     | 2000             |
| Saikyo féminin           | 2005             |                  |
| JAL Super Hayago féminin | 2004             |                  |
| Kakusei féminin          |                  | 1996, 1999, 200  |